# Selk’nam

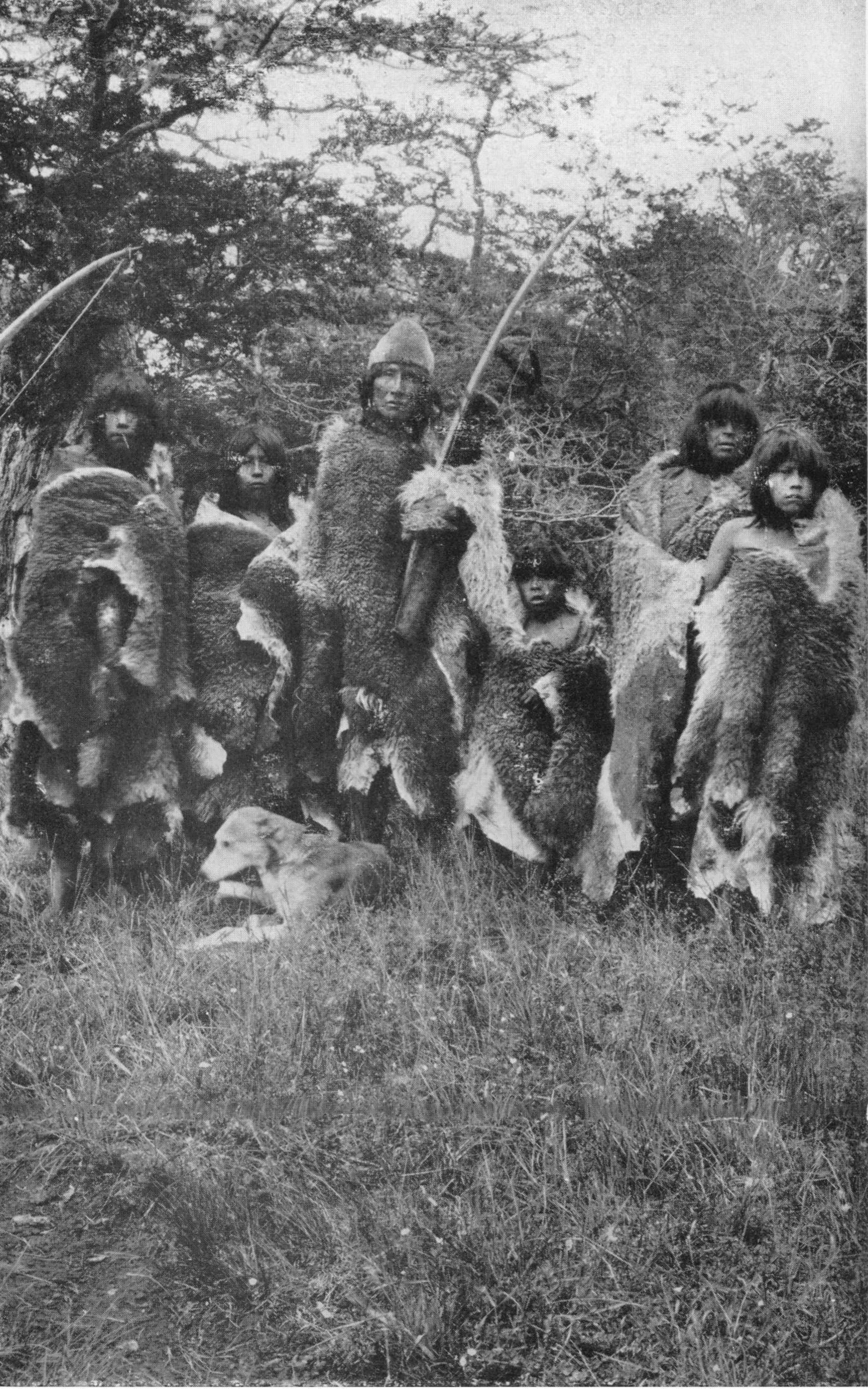
Selknam mit ihren Umhängen aus Guanakofell

Indigene Völker Südpatagoniens jeweils mit alternativen Namen (o/u = „oder“)

Selk’nam ist eine südamerikanische Ethnie, die bis in die erste Hälfte des 20. Jahrhunderts auf Feuerland weit verbreitet war. Man fasst sie mit den benachbarten Ethnien der Yámana, Halakwulup und Haush zu den Feuerlandindigenen zusammen. Die Selk’nam waren nomadisierende Jäger, die in kleinen Gruppen auf der Isla Grande umherzogen und sich fast ausschließlich von erjagten Guanakos und Kleintieren ernährten. Im Anschluss an die Kolonisierung und Besiedelung der Isla Grande durch Goldsucher und Schafzüchter kam es ab 1878 zu einem Genozid an den Selk’nam. Ein Großteil der Selk’nam kam so in wenigen Jahrzehnten ums Leben. Vor 2012[?] lebten noch 2761 Selk'nam, davon 294 auf Feuerland und mindestens 11 in den Vereinigten Staaten
Die Sprache der Selk'nam, Ona, kam schließlich in den 1970ern zum Erliegen, jedoch gibt es in den wenigen verbleibenden Selk'nam-Gemeinden Versuche, die Sprache zu revitalisieren. Derzeit gibt es einen lebenden Selk'nam-Sprecher.

## Bezeichnungen für die Gruppe
Der Name Selk’nam stammt von den Angehörigen der Gruppe selbst und wird von ihnen im Sinne eines Eigennamens verwendet, es gibt keine Herleitung von einem anderen Begriff. In der Literatur wird sehr oft auch der Begriff Ona verwendet, welcher auf eine geographische Bezeichnung der Isla Grande durch die südlich lebenden Yámana zurückgeht und so viel wie „nördlich“ bedeutet. Teilweise versteht man unter Selk’nam oder Shelknam auch nur die nördlichen Bewohner der Isla Grande und unterscheidet davon die Haush im südöstlichen Zipfel.

## Geschichte

### Urgeschichte
Über die Vergangenheit der Selk’nam vor der Entdeckung Feuerlands durch Ferdinand Magellan ist wenig bekannt, da die Selk’nam wie alle Ethnien Südamerikas keine Schrift besaßen. Durch archäologische Forschungen konnte man zeigen, dass bereits vor 8000–12.000 Jahren Menschen auf Feuerland lebten. Wann und von wo die Vorfahren der heutigen Feuerlandindigenen (Feuerlandindianer) nach Feuerland kamen, ist bis heute nicht zweifelsfrei geklärt. Da alle Feuerlandindigenen humanbiologische Besonderheiten teilen, gehen manche Wissenschaftler davon aus, dass alle Ethnien von einer feuerländischen Urbevölkerung abstammen und sich erst später zu Ethnien mit sehr unterschiedlichen Wirtschaftsformen, Sprachen und kulturellen Traditionen entwickelten: Denn während die Selk’nam Jäger von Landtieren waren, sammelten und jagten die Yámana und Halakwulup mit dem Kanu Meerestiere. Möglich ist aber auch eine Zwei-Routen-These: Diese sagt aus, dass die Yámana und Halakwulup Feuerland mit ihren Kanus über die Pazifikküste besiedelten, während die jagenden Selk’nam über eine Landbrücke vom Festland des heutigen Argentiniens nach Feuerland kamen, die bei einem tieferen Meeresspiegel vorhanden war. Die sprachliche Verwandtschaft der Selk’nam mit den patagonischen Indigenen nördlich der Magellanstraße stützt diese These (beide Ethnien gehören zur Sprachgruppe der Chon-Sprachen). Zu den Yámana und Halakwulup bestehen dagegen keine linguistischen Gemeinsamkeiten.

### Nach Kolumbus
Die ersten Europäer kamen auf der Weltumsegelung von Ferdinand Magellan im Jahre 1520 nach Feuerland. Allerdings hatte der portugiesische Flottenführer, nach dem die Magellanstraße benannt ist, keinen direkten Kontakt mit Selk’nam oder anderen Feuerlandindigenen. Die Besatzung erkannte lediglich den Rauch zahlreicher Feuer und nannte die Inselgruppe südlich der Meerenge entsprechend „Feuerland“. Der erste Kontakt zwischen Europäern und Selk’nam fand auf der Expedition von Pedro Sarmiento de Gamboa statt, der 1580 auf der Isla Grande landete und die Bucht Bahía Gente Grande, Bucht des großen Volkes nannte. Auch auf weiteren Reisen wurde die außerordentliche Körpergröße der Selk’nam erwähnt und selbst Quellen aus dem 20. Jahrhundert sprechen noch von einer überragenden Körpergröße.
In den nächsten Jahrhunderten fanden die meisten Kontakte zwischen Seefahrern und Bewohnern Feuerlands mit den benachbarten Yámana und Halakwulup statt, da die Isla Grande wenig natürliche Häfen für die Segelschiffe bot. Weil die Versuche der Europäer scheiterten, die Ufer der Magellanstraße zu besiedeln, war dieser begrenzte Kulturkontakt für die Selk’nam bis ins 19. Jahrhundert ohne schwerwiegende Folgen. Die Berichte der Europäer über die Selk’nam unterscheiden sich in der Wahrnehmung des Fremden kaum von denen anderer südamerikanischer Ethnien: Teilweise sprachen die Reisenden von einer materiellen und geistigen Armut der dort Lebenden, eine Sichtweise, die durch das raue Klima, die schwierigen Lebensbedingungen und die exponierte Lage „am Ende der Welt“ befördert wurde. Andere Berichte schwärmten von ihnen und machten sie zu „Edlen Wilden“. Tendenziell wurden die Selk’nam wegen ihrer Größe und ihrer Übereinstimmung mit europäischen Schönheitsidealen positiver beschrieben als die Yámana und Halakwulup, die nicht nur kleiner waren, sondern einen für den Europäer sehr unangenehmen Geruch ausströmten, weil sie sich oft gegen die Kälte mit Robbenfett oder Walfischtran einrieben.

### Völkermord

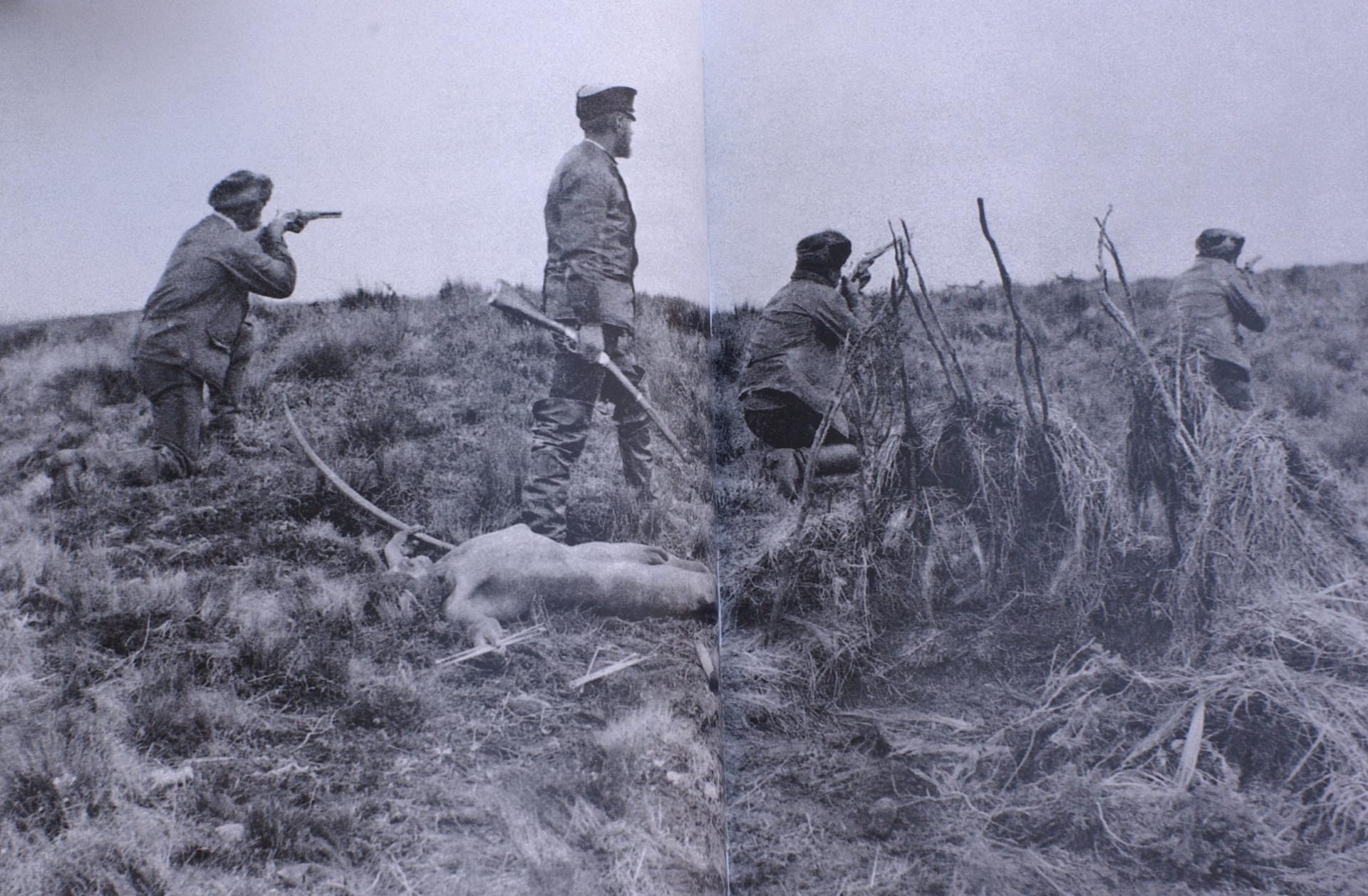
Julio Popper neben einem ermordeten Selk’nam

Ab etwa 1850 begann die dauerhafte Besiedelung der Isla Grande durch Einwanderer aus Argentinien, Chile und Europa. In den folgenden Jahrzehnten wurde ein Großteil der dort lebenden ca. 2000 Selk’nam entweder von den Einwanderern ermordet oder kam indirekt durch Hunger oder Krankheiten zu Tode. Als erstes kamen die Goldsucher, die teilweise äußerst gewaltsam gegen die Selk’nam vorgingen, da es noch kaum eine polizeiliche Kontrolle auf der Insel gab. Bekannt wurde insbesondere die Mordbande um Julio Popper. Ab 1878 expandierte die Schafzucht in die unbewaldete Pampa der nördlichen Isla Grande, was für die Selk’nam eine existentielle Bedrohung ihrer Lebensgrundlage bedeutete. Die Selk’nam wehrten sich und griffen die Farmer an oder jagten deren Schafe (die sie als Weiße Guanakos bezeichneten). Der Konflikt zwischen Schafzüchtern und Selk’nam eskalierte am Ende des 19. Jahrhunderts: Von vielen Schafzüchtern wurde eine Prämie von einem Pfund Sterling Kopfpreis pro Ermordung eines Selk’nam ausgesetzt. Das Londoner Anthropologische Museum bezahlte einmal gar acht Pfund Sterling für den Kopf eines Feuerländers. Die chilenischen Unternehmer Mauricio und Sara Braun, José Menéndez und dessen Gutsverwalter Alexander McLennan leisteten der Vernichtung der Selk’nam weiteren Vorschub.
Neben den Schafzüchtern und Goldsuchern kamen Missionare, darunter ab 1887 auch die Salesianer Don Boscos. Nach Protesten gegen den Genozid gingen die Behörden dazu über, die Selk’nam in Gruppen zusammenzutreiben. Sie wurden oft in ein provisorisches Lager am Hafen von Punta Arenas oder nach Ushuaia verschleppt. Viele kamen schließlich auf eine Missionsstation auf die Isla Dawson. So wurden die Missionare trotz bester Absichten zum Beschleuniger des Genozids. Sie griffen in die kulturelle Selbstverwaltung der Selk’nam ein und etablierten zahlreiche westliche Traditionen, die nicht immer hilfreich für das Überleben im Feuerland waren. 1911 lebten noch etwa 300 Selk’nam in Reservaten, aber eine Masern-Epidemie im Jahre 1925 tötete den Großteil dieser Menschen. 1966, 1969 und 1974 starben drei letzte bekannte Selk’nam: Esteban Yshton, Lola Kiepje und Ángela Loij.

### Gegenwart
Heute spüren die Medien immer wieder Nachfahren der Indigenen auf, die allerdings weder Sprache noch Traditionen der Selk’nam in ihre westliche Lebensweise übernommen haben. Seit 2004 leben einige Nachfahren auf 35.000 Hektar Land, das sie von der argentinischen Regierung zugeteilt bekommen haben. Sie haben sich zur Comunidad Indígena Rafaela Ishton zusammengeschlossen, um Traditionen und Kultur der Selk’nam zu revitalisieren.
In Punta Arenas widmet sich das 1893 gegründete Museo Salesiano Maggiorino Borgatello u. a den ethnischen Spuren.

## Kultur der Selk’nam
Die Kultur der Selk’nam ist vor allem durch den deutschen Ethnologen Pater Martin Gusinde überliefert, der in einem über 1000 Seiten starken Band die Kultur der Selk’nam detailliert beschrieben hat. Dem Ethnologen wurde für den religiösen Teil seines Buches eine einseitige Beschreibung vorgeworfen, die sich dem Forschungsinteresse seines Instituts, dem Wiener Anthropos-Institut unterworfen habe. Außerdem weiß man heute, dass Gusindes Beschreibung der Selk’nam von zahlreichen zeitgenössischen Ideen unreflektiert beeinflusst wurde. Dennoch ist sein Buch von unschätzbarem Wert, denn er war der erste und der letzte Ethnologe, der die Selk’nam-Kultur in ihrer Ganzheit beschrieben hat. Eine knappe und brauchbare Zusammenfassung der Kultur, die sich auch, aber nicht nur auf Gusindes Monographie stützt, findet sich bei Cooper (1944). Eine nahezu vollständige Bibliographie aller Texte (vorwiegend Reiseberichte) zu den Feuerlandindianern stellt Cooper (1917) dar. Die jüngsten und bisher letzten ethnographischen Forschungen hat Anne Chapman ab 1964 durchgeführt und 1982 publiziert. Spätere Veröffentlichungen, wie z. B. die Aufsatzsammlung von McEwan (1997), stützen sich lediglich auf Sekundärquellen.

### Ernährung

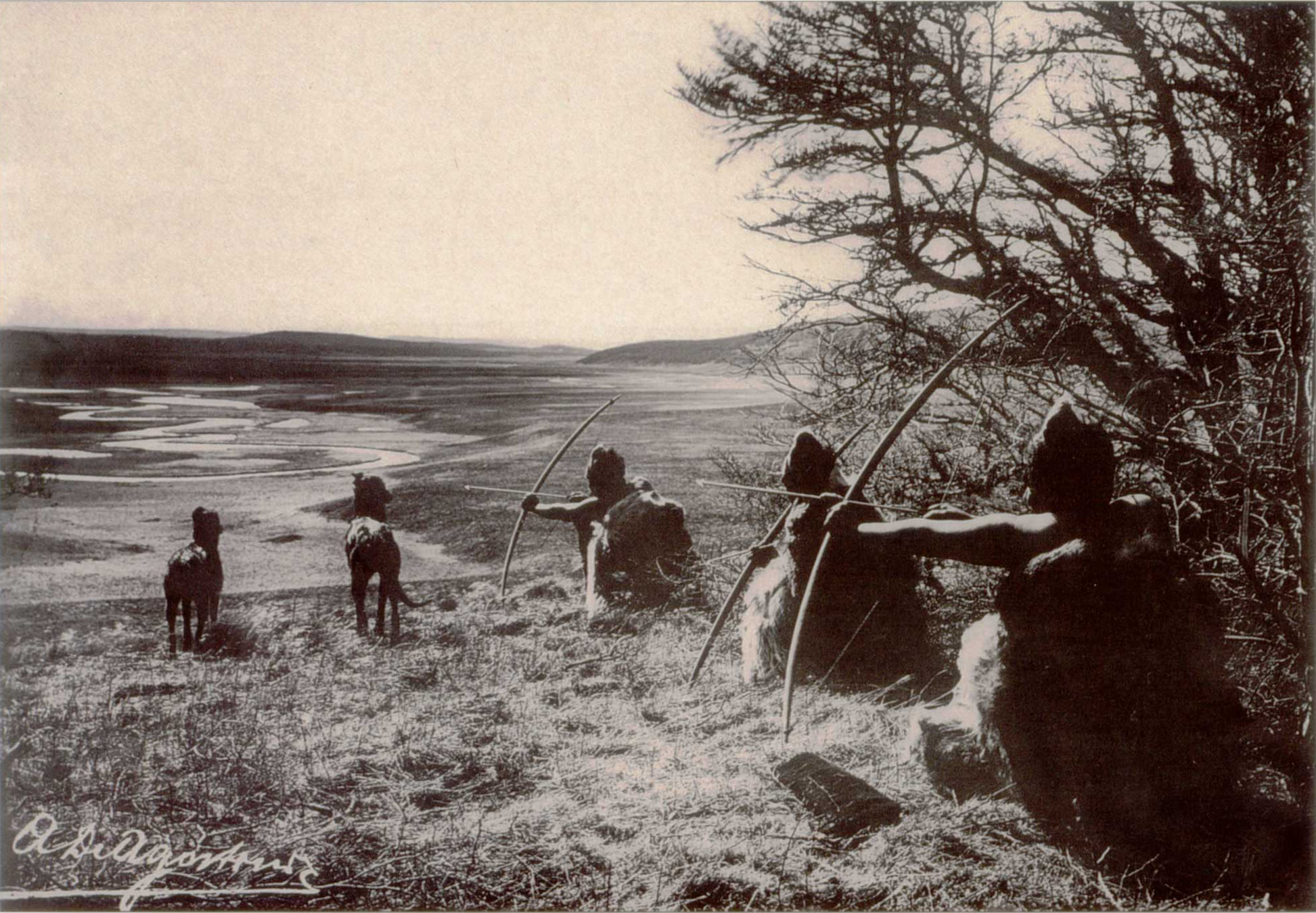
Selk’nam bei der Jagd

Die Selk’nam ernährten sich fast ausschließlich von Fleisch, das alle paar Tage frisch gejagt wurde. Es wurde niemals roh gegessen, sondern in dicken Stücken im Feuer gebraten. Im Norden der Insel aß man vor allem von einer Kammratten-Gattung (Ctenomys magellanicus, auch Tukotuko genannt, von Gusinde fälschlicherweise als Cururo bezeichnet), im Süden ausschließlich Guanakofleisch. Bei der Jagd auf das Guanako wurden neben Pfeil und Bogen auch Hunde verwendet. Die Ratten fing man mit einer List: Die Erde über dem Rattenbau wurde nachts bis auf eine dünne Schicht abgetragen; tagsüber, wenn das Tier im Bau saß, wurde die Decke mit der Ferse eingetreten und die Ratte verschüttet oder zerquetscht.
Pflanzen wurden nahezu gar nicht gegessen, am häufigsten dabei noch Wurzeln, Pilze und Beeren. Außerdem kannten sie ein Mehl aus Körnern der Descurainia antarctica, das zwischen zwei unbearbeiteten Steinen gemahlen und anschließend mit Wasser oder Fett vermischt wurde.

### Behausung
Die Selk’nam hatten keine dauerhaften Siedlungen, sondern wechselten den Standort in Anpassung an die Bedingungen der Jagd. Jede Familie baute sich üblicherweise ein eigenes Zelt. Ein Zelt bestand aus Holzpfosten, die konisch aneinandergelehnt waren und mit Leder ummantelt wurde. In einer Höhe von 30 cm stopfte man zwischen die Prügel Erdballen und Rasenklumpen. Im Norden der Isla Grande, wo es an Holzpfosten mangelte, baute man oft auch nur einen Windschutz, dessen wenige Pfosten man mitführte. In der Mitte der Hütte wurde mit Feuersteinen ein Feuer entzündet, das tagsüber und nachts Wärme spendete und auf dem man das Fleisch briet.

### Kleidung und Schmuck
Das wichtigste Kleidungsstück der Selk’nam war ein Fellmantel, der aus Guanakofell oder zusammengenähten Kammrattenfellen bestand und den man mit dem Fell nach außen trug (im Unterschied zu den Tehuelche nördlich der Magellanstraße). Dieser Mantel diente auch als Schlafdecke. Außerdem trug man häufig Ledermokassins. Ein erwachsener männlicher Selk’nam trug außerdem auf Wanderungen und auf der Jagd ein dreieckiges Fellstück um den Kopf gebunden, dessen breitestes Eck aufrecht an der Stirn nach oben ragte. Frauen trugen zusätzlich zum Mantel noch einen Schamschurz aus Leder.
Ton, Erde oder Asche wurde bei den Selk’nam sowohl für die Reinigung als auch für die Verzierung aufgetragen. Beschmieren mit Fett, ebenfalls mit roter Erde vermischt, wurde zusätzlich zum Schutz vor Kälte angewandt. Die Bemalung des Körpers mit weiß, schwarz oder rot trug man größtenteils spontan und auf persönliche Initiative bei sich selbst auf. Dabei konnte man die aktuelle Stimmung kundtun. Außerdem wurden die Farben bei der wichtigsten Feier der Selk’nam, dem Hain verwendet, um die Indianer als Geister zu verkleiden.

### Politische Organisation und Eigentumsverständnis
Eine erstaunliche Besonderheit in der politischen Organisation der Selk’nam ist, dass sie sich als eine genau umrissene Volkseinheit begriffen. Begünstigt bzw. begründet wurde dies durch die geographische Begrenzung auf die Isla Grande. Jede Großfamilie hatte ein genau umrissenes Landstück und jedermann kannte und respektierte dessen Grenzen. Der Ethnologe John Montgomery Cooper nennt 39 solcher Territorien und gibt für die Großfamilie 40–120 Personen an, Gusinde verzeichnet die 39 Territorien auf einer Karte, die dem zum ersten Band gehörenden Bildband beiliegt.
Innerhalb der Großfamilien gab es aber keinerlei politische Unterschiede, die Einzelfamilien hatten alle Freiheiten und stellten die einzig klar umrissenen Gruppen dar. Sie gliederten sich wiederum in einzelne Sippen, die neben gleicher Abstammung auch den Ort teilten. Innerhalb solcher Sippen oder Ortsgruppen gab es dann einen Ältesten, der sich „mehr warnend und mahnend, als drohend und schimpfend“ verhielt. Eine Grenzüberschreitung durch Fremde konnte zum Kampf führen, wenn nicht um Erlaubnis gefragt worden war. Selbst wenn Hunde in ein fremdes Territorium gelangten, beschwerte man sich bei der Nachbargruppe.
Bei den Selk’nam war der Begriff des Landeigentums sowohl in einem staatlichen Sinn wie auch in einem privaten Rahmen stark ausgeprägt. Der Eigentumsbegriff der Selk’nam und letztlich auch das Landrecht baute auf den Tierbestand auf, der das Wichtigste zum Überleben war. Persönlichen Besitz gab es auch, allerdings betraf er nur das Nötigste, da die Selk’nam ständig umherzogen. Der Tauschhandel zwischen den einzelnen Gruppen war sehr rege und auch notwendig, da die verschiedenen Gegenden der Insel verschiedene Materialien, etwa besonders guten Stein für Pfeilspitzen, bereithielten. Auch mit den benachbarten Yámana und Halakwulup wurde getauscht, wenn diese Indianer mit dem Kanu die Isla Grande besuchten. Diebstahl war nach Gusinde äußerst selten.

### Krieg und Waffen
Selbst der Ethnologe Martin Gusinde, der den Selk’nam sehr wohlwollend gesinnt war, beschreibt die Selk’nam als sehr rachsüchtig und leicht reizbar. Neben Grenzüberschreitungen kam es zu Kämpfen, wenn der Schamane einer Gruppe den Verdacht hegte, dass der Schamane einer anderen Gruppe einen bösen Zauber gegen die Gruppe gerichtet hatte. Den Frauenraub, der in vielen Reisen beschrieben wird, kann Gusinde aber nicht als Motiv für Überfälle auf andere Gruppen bestätigen, eher seien wohl vereinzelt Frauen mitgenommen worden, ohne dass dies der Grund für den Überfall gewesen wäre. Außerdem war Mord ein zwingender Grund für Rache. Die Intensität der Kämpfe reichte von Kriegen, die zahlreiche Leben forderten, über normale Überfälle bis hin zur ritualisierten, wettbewerbsartigen Schlichtung von Streitigkeiten in einem Pfeil-Duell.
Die Selk’nam verwendeten bei Angriffen auf befeindete Gruppen Pfeil und Bogen. Oft hatte der Gegner aber bereits sein Lager verlassen, die Frauen hatten die Kinder und Säuglinge in Wiesen versteckt und sich selbst in Sicherheit gebracht, während die Männer an einem taktisch günstigen Ort auf die Angreifer warteten. Dabei baute man auch Schutzwälle aus Erde, Reisig oder Leder. Manchmal gab sich der Feind aber auch mit der Zerstörung der verlassenen Hütten zufrieden.

### Sexualität und Ehe
Bei den Selk’nam gab es eine eheähnliche Institution und ein Verbot vorehelicher Sexualität, das durch sexuelle Anspielungen und heimliche Treffen der Jugendlichen umgangen wurde. Vielehe war bei den Selk’nam vereinzelt üblich, mit mehr als zwei Frauen erntete man aber Spott von den anderen Gruppen. Martin Gusinde konnte bei seinen Forschungen in den 1920ern Vorstellungen von Liebe und Ehe bei den Selk’nam erkennen, die denen der konservativen Sittlichkeitsbewegung um 1920 in Deutschland und Österreich stark ähneln. Da Gusinde stets um eine positive Darstellung der Indianer bemüht war, ist es jedoch nicht auszuschließen, dass er seine Vorstellungen eines konservativen Liebes-, Ehe- und Familienideals auf die Indianer übertragen hat. Berichte anderer Autoren über diesen intimen Bereich des Soziallebens liegen nicht vor.

### Arbeiten und Arbeitsteilung
Der Mann bei den Selk’nam kümmerte sich vor allem um die Jagd. Auch wenn sich die Gelegenheit bot, nahm er nie Pflanzen mit, da dies in der Auffassung der Selk’nam eine reine Frauentätigkeit ist. Zur Jagd gehörte auch die Herstellung der Waffen und die Abrichtung der Hunde. Um das Aufziehen der Kinder kümmerte sich ein Vater erst später, wenn der Nachwuchs die Jagd oder andere Männertätigkeiten von ihm erlernen musste. Außerdem half er seiner Frau bei schweren Arbeiten, z. B. bei der Brennholzbeschaffung oder dem Zusammenbauen der Hütte.
Ansonsten war die Frau aber für die Hütte zuständig. Ihre Hauptaufgabe war die Betreuung und Erziehung der Kinder. Außerdem bereitete die Frau für alle Familienmitglieder das Essen, schnitt und briet das Fleisch. Auch die Herstellung von Leder und Kleidung fiel in ihren Bereich. Beim Umzug musste sie neben Zelt und eventuell einem Säugling einen Großteil des Besitzes tragen, damit der Mann bei Gelegenheit einem Beutetier nachjagen konnte.

### Geburt und Kindererziehung
Nach der Geburt aß eine Selk’nam-Frau einen Monat lang außer Innereien kein Fleisch, sondern nur Fische, Pilze, Früchte und Wurzeln. Auch dem Mann wurde empfohlen, sehr wenig zu essen. Zur Reinigung wurden die Kinder mit Tonschlamm eingeschmiert. Die Nabelschnur eines Babys wurde aufbewahrt und Jahre später im Beisein des Kindes an einen gefangenen Vogel gebunden, der anschließend wieder freigelassen wurde. Die Kinder wurden in Fell eingebunden auf einer leiterähnlichen Kindertrage verwahrt, die aufrecht in der Nähe der Mutter stand, während diese ihre Tätigkeiten erledigte. Beim Transport trug sie das Kind auf dem Nacken oder auf dem Rücken, manchmal in einem Lederriemen.

### Feiern und Rituale
Von großer Bedeutung für den Jahres- und Lebenslauf bei den Selk’nam war das langdauernde Ritual Hain (Der Ethnologe Martin Gusinde nannte es fälschlicherweise Kloketen, nach der Bezeichnung für die Kandidaten). Für das Fest kamen zahlreiche Gruppen für mehrere Monate an einer Stelle zusammen. Die Männer verbrachten einen Großteil der Zeit in einer speziell errichteten Hütte. Zum einen wurden dort die Kloketen, also Jugendliche, die ins Männerdasein überführt werden sollten, mit Mythen unterrichtet und mussten in zahlreichen strengen Proben Ausdauer und Standhaftigkeit beweisen. Außerdem wurden religiöse Rituale mit Gesängen und Tänzen vollführt. Höhepunkt des Festes waren zahlreiche Auftritte von Geistern. Dazu bereiteten die Männer Masken und Verkleidungen für bestimmte Geister aus der Mythologie vor. Jeder Geist, gespielt von einem oder mehreren Männern, trat mehrmals während des Festes auf und zeigte verschiedene Verhaltensweisen. Teilweise dienten die Geister dazu, die Frauen zu erschrecken und sie auf Fehlverhalten hinzuweisen. Andere Geister dienten der Belustigung, teilweise kam es auch zu Spielen zwischen Männern und Frauen. Die Frauen durften die Männerhütte aber nicht betreten und sollten auch nicht erfahren, dass die Geister nur gespielt sind. Bis heute ist unklar, wie viel die Frauen von dem großen und streng gehüteten Geheimnis der Zeremonie wussten. Gusinde war davon überzeugt, dass die Frauen die aufgeführten Geister für echt hielten. Die Ethnologin Anne Chapman konnte bei ihren Forschungen 30 Jahre nach Gusinde bei letzten damals noch lebenden Selk’nam feststellen, dass manche Frauen teilweise erkannten, dass die Geister gespielt sind. Chapman hält das ganze für ein zweiseitiges Theater, wobei die Frauen ihre Reaktion auf die Geister und ihr Unwissen über die Identität der Schauspieler ebenfalls inszenierten. Davon unberührt sei aber der feste Glauben an die Existenz der Geister, bei Frauen wie bei Männern. Er sei unabhängig vom Wissen über die Inszenierung während des Hain.
Die Fotos, die Martin Gusinde von den Darstellern der Geister während eines Hain-Rituals gemacht hat, sind bis heute sehr bekannt und werden allgemein mit den Indianern Feuerlands in Verbindung gebracht.
Weniger aufwändig als die männliche Initiation wurde bei den Selk’nam die erste Regelblutung eines Mädchens begangen. Das Mädchen musste sich für einige Tage an spezielle Nahrungsvorschriften halten und wurde im Gesicht bemalt. Sie durfte die Hütte der Eltern nicht verlassen und nicht mehr mit anderen Kindern spielen. Währenddessen kam die Verwandtschaft des Mädchens zu Besuch und belehrte die junge Frau. Nach fünf Tagen begann das Mädchen wieder mit ihrem üblichen Alltag, wurde nun aber als Frau wahrgenommen und strenger behandelt. Mit zahlreichen Unterweisungen bemühte sich die Mutter darum, das Mädchen auf die kommenden Pflichten als Ehefrau und Mutter vorzubereiten.

### Bestattung
Bei den Selk’nam vollzog sich eine Beerdigung mit größter Einfachheit. Der Leichnam wurde nicht bemalt und nicht hergerichtet, sondern lediglich in ein oder zwei Fellmäntel eingewickelt und auf mehrere Holzstämme gelegt und festgebunden. Man trug ihn ein gutes Stück vom Lager weg und begrub ihn möglichst unauffällig, weshalb man auch ein zu starkes Aufhäufen von Steinen oder Erde unterließ. Grabbeigaben waren nicht in Gebrauch, der Besitz wurde verbrannt. Die Trauer fand lautstark mit Weinen und Schreien in den Stunden nach dem Tod statt. Teilweise wurde das Klagen und Weinen über Monate und Jahre regelmäßig weitergeführt. Auch das Anritzen der Haut oder das Schneiden einer Tonsur wurde zur Trauer praktiziert. Für alle, auch für benachbarte Lager galt die Pflicht, sich mit roter Farbe einzureiben, wenn sie von dem Tod erfuhren, während die Angehörigen meist schwarze Holzkohle verwendeten. Eine förmliche Trauerfeier wie bei den Yámana gab es dagegen nicht. Wie bei diesen und bei den Halakwulup wurde in den nächsten zwei Jahren vermieden, den Namen des Toten auszusprechen, man umschrieb die Person aber wohl.

### Religion
Der Ethnologe Martin Gusinde erkannte bei den Selk’nam einen Gott, ein sogenanntes Höchstes Wesen, das Temáukel genannt wurde. Gusindes Beobachtungen, die die einzigen Untersuchungen zur Kosmologie der Selk’nam sind, müssen allerdings kritisch betrachtet werden, da Gusinde von der Wiener Ethnologie beeinflusst war, die nach einem Urmonotheismus forschte. Seine Feuerlandreise war vor allem deshalb von seinem geistigen Vater, Pater Wilhelm Schmidt, gefördert worden, weil dieser sich bei diesen „primitiven“ Kulturen eine Lösung zu der Frage versprach, wie Religion entstanden ist. Deshalb wird heute allgemein angenommen, dass Gusindes Beschreibung eines Höchsten Wesens von dieser Idee beeinflusst ist.
Dieser Gott, ein körperloses Wesen, bestrafte und belohnte den Menschen noch während seines Lebens für sein gutes oder schlechtes Handeln und war damit auch der Urheber der ethischen Verhaltensregeln. Auch für den Tod war er verantwortlich. Eine zweite Gottheit war Kenós, der im Auftrag von Temáukel die Erde und die Menschen geschaffen hat. Aber in praktischen Ritualen hatte Temáukel keine Bedeutung, wenngleich die Leute tiefen Respekt vor ihm hatten, wie Cooper berichtet. Gebetet wurde fast gar nicht, anders als bei den Yamana. Gebräuchlich waren allerdings Opfergaben.
Nach dem Tod, der von Temáukel ausgelöst wurde, trennte sich die Seele von dem leblosen Körper und lebte weiter. Allerdings, so Gusinde, gäbe es keine allgemeinen genaueren Angaben, wo und wie. Die Wiederkehr ist aber völlig ausgeschlossen. Religiöse Jenseitsvorstellungen hatten für die Selk’nam keine große Bedeutung.
Neben diesen zwei Gottheiten gab es böse Geister, die sogenannten Yosi. Sie sind männlich und lüstern. Man nimmt sich vor ihnen in Acht, da sie auch den Tod verursachen können, aber man kann spöttisch und ohne Respekt über sie sprechen.

### Schamanismus
Wie bei zahlreichen anderen südamerikanischen Indianern gab es auch bei den Selk’nam einen Schamanen, der medizinische und religiöse Aufgaben ausführte. Die Berufung geschah in Träumen, die Ausbildung dazu erhielt ein Junge privat von einem anderen Schamanen. Der Schamane heilte, beeinflusste das Wetter und das Jagdglück und half beim kriegerischen Geschick. Bei der Heilung wurden kleine Objekte, oft Pfeilspitzen, aus dem Körper entfernt. Bei den Selk’nam war die häufigste Aufgabe aber, über die Gruppe eines befeindeten Schamanen Unglück zu bringen, schreibt Cooper. Gusinde dagegen meint, dass der Schamane in erster Linie für persönliche Zwecke in Anspruch genommen wurde. Weibliche Schamanen gab es auch, aber nur sehr vereinzelt und mit einem sehr beschränkten Aufgabengebiet.

### Mythologie
Martin Gusinde warnte davor, die Entstehungsgeschichte und die Mythen der Selk’nam zu vereinheitlichen, da beim Erzählen immer persönliche Erlebnisse mit eingeflochten werden. Wie bereits erwähnt, hat Kenós die anfänglich flache und leere Erde so geändert, wie sie heute ist. Ein wichtiger Bestandteil vieler Mythen ist die Vorstellung, dass sich die Ahnen nach ihrem Tod in Tiere, Berge, Sterne oder Winde verwandelt haben.